# ボストン・セルティックスのチーム記録
ボストン・セルティックスチーム記録はNBAのボストン・セルティックスのチーム記録である。
現役選手の記録も取り上げる。各部門のランク中、太字の（現役）は現在このチームに在籍していることを表す。
- 各部門のランク内では2024-2025シーズンまでの記録を反映している。

- 連勝=18 (1981-82)
- 連敗=18 (2006-07)

## 通算得点
1. 26,395　ジョン・ハブリチェック
2. 24,021　ポール・ピアース
3. 21,791　ラリー・バード
4. 18,245　ロバート・パリッシュ
5. 17,335　ケビン・マクヘイル
6. 16,955　ボブ・クージー
7. 15,411　サム・ジョーンズ
8. 14,522　ビル・ラッセル
9. 13,784　ジェイソン・テイタム（現役）
10. 13,192　デイブ・コーウェンス

## 通算リバウンド
1. 21,620　ビル・ラッセル
2. 11,051　ロバート・パリッシュ
3. 10,170　デイブ・コーウェンス
4. 8,974　ラリー・バード
5. 8,007　ジョン・ハブリチェック
6. 7,122　ケビン・マクヘイル
7. 6,651　ポール・ピアース
8. 5,798　サッチ・サンダース
9. 5,749　トム・ヘインソーン
10. 4,782　アントワン・ウォーカー

## 通算アシスト
1. 6,945　ボブ・クージー
2. 6,114　ジョン・ハブリチェック
3. 5,695　ラリー・バード
4. 4,474　ラジョン・ロンド
5. 4,305　ポール・ピアース
6. 4,100　ビル・ラッセル
7. 3,686　ジョ・ジョ・ホワイト
8. 3,486　デニス・ジョンソン
9. 2,908　K・C・ジョーンズ
10. 2,828　デイブ・コーウェンス

## 通算ブロック (73-74シーズンから)
1. 1,703　ロバート・パリッシュ
2. 1,690　ケビン・マクヘイル
3. 755　ラリー・バード
4. 668　ポール・ピアース
5. 646　ケンドリック・パーキンス
6. 516　アル・ホーフォード（現役）
7. 473　デイブ・コーウェンス
8. 417　レジー・ルイス
9. 394　ケビン・ガーネット
10. 384　ジェイソン・テイタム（現役）

## 通算スティール (73-74シーズンから)
1. 1,583　ポール・ピアース
2. 1,556　ラリー・バード
3. 990　ラジョン・ロンド
4. 914　マーカス・スマート（現役）
5. 873　ロバート・パリッシュ
6. 828　アントワン・ウォーカー
7. 675　ディー・ブラウン
8. 671　ダニー・エインジ
9. 654　デニス・ジョンソン
10. 639　ジェイソン・テイタム（現役）

## 出場試合
1. 1,270　ジョン・ハブリチェック
2. 1,106　ロバート・パリッシュ
3. 1,102　ポール・ピアース
4. 971　ケビン・マクヘイル
5. 963　ビル・ラッセル
6. 917　ボブ・クージー
7. 916　サッチ・サンダース
8. 897　ラリー・バード
9. 872　ドン・ネルソン
10. 871　サム・ジョーンズ

連続試合出場
- 499　ジョジョ・ホワイト

## 3ポイントシュート (NBAでは79-80より公式記録) 成功
1. 1,823　ポール・ピアース
2. 1,546　ジェイソン・テイタム（現役）
3. 1,144　ジェイレン・ブラウン（現役）
4. 937　アントワン・ウォーカー
5. 911　マーカス・スマート（現役）
6. 798　レイ・アレン
7. 712　アル・ホーフォード（現役）
8. 661　ペイトン・プリチャード（現役）
9. 649　ラリー・バード
10. 644　デリック・ホワイト（現役）

## フリースロー成功
1. 6,434　ポール・ピアース
2. 5,369　ジョン・ハブリチェック
3. 4,621　ボブ・クージー
4. 3,960　ラリー・バード
5. 3,634　ケビン・マクヘイル
6. 3,279　ロバート・パリッシュ
7. 3,148　ビル・ラッセル
8. 3,047　ビル・シャーマン
9. 2,869　サム・ジョーンズ
10. 2,738　セドリック・マクスウェル

## 50得点以上
- 60得点 ラリー・バード
- 60得点 ジェイソン・テイタム
- 56得点 ケビン・マクヘイル
- 55得点 ジェイソン・テイタム（オールスター記録）
- 54得点 ジョン・ハブリチェック（プレーオフ）
- 54得点 ジェイソン・テイタム
- 53得点 ラリー・バード
- 53得点 ジェイソン・テイタム
- 53得点 アイザイア・トーマス（プレーオフ）
- 52得点 アイザイア・トーマス
- 51得点 サム・ジョーンズ（2回、内1回はプレーオフ）
- 51得点 レイ・アレン（プレーオフ）
- 51得点 ジェイソン・テイタム（2回、内1回はプレーオフ）
- 50得点 ボブ・クージー（プレーオフ）
- 50得点 ラリー・バード（2回）
- 50得点 ポール・ピアース
- 50得点 ジェイソン・テイタム（プレーイン、プレーオフ）

## その他
- シーズン最多平均得点=29.9　ラリー・バード
- 新人最多平均得点=21.3　ラリー・バード
- 連続スリーポイント成功=11 スコット・ウェドマン
- 連続フリースロー成功=72　レイ・アレン
- トリプル・ダブル（1979-80シーズンより公式記録）
  - 59回　ラリー・バード（NBA歴代5位、オスカー・ロバートソン、マジック・ジョンソン、ウィルト・チェンバレン、ジェイソン・キッドに次ぐ。）
  - 22回　ラジョン・ロンド
  - 13回　アントワン・ウォーカー

## 主なアメリカ国籍以外の選手
- ヴィタリー・ポタペンコ（ウクライナ）
- アラー・アブデルナビー（エジプト）
- リック・フォックス（カナダ）
- ディノ・ラジャ（クロアチア）
- マイケル・オロウォカンディ（ナイジェリア）
- ケリー・オリニク（カナダ）
- アル・ホーフォード（ドミニカ共和国）
- タッコ・フォール（セネガル）
- ダニーロ・ガリナリ（イタリア）
- フィオンドゥ・カベンゲリ（カナダ）
- クリスタプス・ポルジンギス（ラトビア）
- オシェイ・ブリセット（カナダ）
- スビ・ミハイリュク（ウクライナ）
- ニーミアス・クエタ（ポルトガル）

## 現役中に亡くなった選手
- レジー・ルイス - 彼の背番号は永久欠番となった。